# Liga Conferência Europa da UEFA de 2021–22 – Fase Final
A Fase Final da Liga Conferência Europa da UEFA de 2021–22 será disputada entre os dias 17 de fevereiro, data do início dos play-offs, e 25 de maio de 2022, dia da final que será disputada na Arena Kombëtare, em Tirana, Albânia. Um total de 24 equipes participarão nesta fase.
Os fusos horários das partidas serão CET/CEST, conforme listado pela UEFA.

## Equipes classificadas
A fase final será disputada por 24 equipes: as 16 que se classificaram como líderes ou vice-líderes de cada um dos oito grupos da fase de grupos da competição, e as 8 que se classificaram como terceiro-colocados da fase de grupos da Liga Europa. 
| Chave de cores                             |
| ------------------------------------------ |
| Classificado às oitavas de final           |
| Classificado aos play-offs para fase final |

### Fase de grupos da Liga Conferência Europa
| Grupo | Líderes de grupo | Vice-líderes de grupo |
| ----- | ---------------- | --------------------- |
| A     | LASK             | Maccabi Tel Aviv      |
| B     | Gent             | Partizan              |
| C     | Roma             | Bodø/Glimt            |
| D     | AZ Alkmaar       | Randers               |
| E     | Feyenoord        | Slavia Praha          |
| F     | København        | PAOK                  |
| G     | Rennes           | Vitesse               |
| H     | Basel            | Qarabağ               |

### Fase de grupos da Liga Europa
| Grupo | Terceiro-colocados de grupo |
| ----- | --------------------------- |
| A     | Sparta Praga                |
| B     | PSV Eindhoven               |
| C     | Leicester                   |
| D     | Fenerbahçe                  |
| E     | Olympique de Marseille      |
| F     | Midtjylland                 |
| G     | Celtic                      |
| H     | Rapid Viena                 |

## Formato
Todos os confrontos da fase final, exceto a final, serão disputados em jogos de ida e volta. A equipe que marcar mais gols no placar agregado das duas partidas avançará para a fase seguinte. Caso o resultado no agregado seja igual para as duas equipes, será disputada uma prorrogação de 30 minutos (não haverá critério de gol fora de casa). Se o placar agregado continuar empatado após a prorrogação, o vencedor da partida será decidido nos pênaltis. Na final, que será disputada em partida única, caso o resultado seja igual para as duas equipes ao fim do tempo regulamentar, será disputada uma prorrogação e, caso seja necessário, uma disputa de pênaltis.
O formato do sorteio para cada parte da fase final é:
- No sorteio dos play-offs para fase final, os oito 2º colocados da Liga Conferência Europa serão designados como "Cabeça de chave", enquanto os oito 3º colocados da Liga Europa serão designados como "Não cabeça de chave". As equipes cabeça de chave sorteadas serão as mandantes das partidas de volta. Equipes da mesma associação não podem ser sorteadas para se enfrentar.

- No sorteio das oitavas de final, os oito 1º colocados da Liga Conferência Europa serão designados como "Cabeça de chave", enquanto os oito vencedores dos play-offs para a fase final serão designados como "Não cabeça de chave". As equipes cabeça de chave sorteadas serão as mandantes das partidas de volta. Equipes da mesma associação não podem ser sorteadas para se enfrentar.

- No sorteio das quartas de final e semifinal, não há cabeças de chave e equipes da mesma associação podem ser sorteadas para se enfrentar. Como o sorteio das quartas de final e da semifinal serão realizados juntos antes das partidas das quartas de final serem disputadas, as equipes vencedoras das quartas ainda não serão conhecidas no sorteio da semifinal. Também será realizado um sorteio para definir qual semifinal em que o vencedor será considerado a "equipe mandante" da final (apenas por motivos administrativos, já que a final será disputada em local neutro).

## Calendário
Todos os sorteios serão realizados na sede da UEFA em Nyon, na Suíça.
| Fase       | Rodada           | Data do sorteio         | Partida de ida                                | Partida de volta                              |
| ---------- | ---------------- | ----------------------- | --------------------------------------------- | --------------------------------------------- |
| Fase final | Play-offs        | 13 de dezembro de 2021  | 17 de fevereiro de 2022                       | 24 de fevereiro de 2022                       |
| Fase final | Oitavas de final | 25 de fevereiro de 2022 | 10 de março de 2022                           | 17 de março de 2022                           |
| Fase final | Quartas de final | 18 de março de 2022     | 7 de abril de 2022                            | 14 de abril de 2022                           |
| Fase final | Semi-final       | 18 de março de 2022     | 28 de abril de 2022                           | 5 de maio de 2022                             |
| Fase final | Final            | 18 de março de 2022     | 25 de maio de 2022 na Arena Kombëtare, Tirana | 25 de maio de 2022 na Arena Kombëtare, Tirana |

## Play-offs da fase final
O sorteio ocorreu no dia 13 de dezembro de 2021, às 14:00 CET. As partidas de ida foram realizadas no dia 17 de fevereiro e as partidas de volta no dia 24 de fevereiro de 2022.
| Equipe 1               | Total       | Equipe 2         | 1.º jogo | 2.º jogo  |
| ---------------------- | ----------- | ---------------- | -------- | --------- |
| Olympique de Marseille | 5–1         | Qarabağ          | 3–1      | 3–0       |
| PSV Eindhoven          | 2–1         | Maccabi Tel Aviv | 1–0      | 1–1       |
| Fenerbahçe             | 4–6         | Slavia Praha     | 2–3      | 2–3       |
| Midtjylland            | 2–2 (3–5 p) | PAOK             | 1–0      | 1–2 (pro) |
| Leicester              | 7–2         | Randers          | 4–1      | 3–1       |
| Celtic                 | 1–5         | Bodø/Glimt       | 1–3      | 0–2       |
| Sparta Praga           | 1–3         | Partizan         | 0–1      | 1–2       |
| Rapid Viena            | 2–3         | Vitesse          | 2–1      | 0–2       |

### Partidas de ida
| 17 de fevereiro de 2022 | Olympique de Marseille       | 3 – 1     | Qarabağ  | Stade Vélodrome, Marselha                     |
| 21:00                   | Milik 41', 44' · Payet 90+2' | Relatório | Kady 85' | Público: 25 713 Árbitro: MNE Nikola Dabanović |

| 17 de fevereiro de 2022 | PSV Eindhoven | 1 – 0     | Maccabi Tel Aviv | Philips Stadion, Eindhoven                |
| 18:45                   | Gakpo 11'     | Relatório |                  | Público: 14 280 Árbitro: SWE Glenn Nyberg |

| 17 de fevereiro de 2022 | Fenerbahçe                | 2 – 3     | Slavia Praha                        | Estádio Şükrü Saraçoğlu, Istambul             |
| 18:45                   | Pelkas 58' · Kadıoğlu 83' | Relatório | Traoré 45' · Dorley 62' · Lingr 64' | Público: 30 094 Árbitro: ITA Maurizio Mariani |

| 17 de fevereiro de 2022 | Midtjylland   | 1 – 0     | PAOK | MCH Arena, Herning                       |
| 18:45                   | Andersson 20' | Relatório |      | Público: 7 088 Árbitro: ENG Craig Pawson |

| 17 de fevereiro de 2022 | Leicester                                             | 4 – 1     | Randers                 | King Power Stadium, Leicester              |
| 21:00                   | Ndidi 23' · Barnes 49' · Daka 55' · Dewsbury-Hall 74' | Relatório | Hammershøy-Mistrati 45' | Público: 25 242 Árbitro: ROU Radu Petrescu |

| 17 de fevereiro de 2022 | Celtic    | 1 – 3     | Bodø/Glimt                                  | Celtic Park, Glasgow                          |
| 21:00                   | Maeda 79' | Relatório | Espejord 7' · Pellegrino 55' · Vetlesen 81' | Público: 54 926 Árbitro: LVA Andris Treimanis |

| 17 de fevereiro de 2022 | Sparta Praga | 0 – 1     | Partizan  | Arena Generali, Praga                      |
| 21:00                   |              | Relatório | Menig 78' | Público: 1 000 Árbitro: SWE Andreas Ekberg |

| 17 de fevereiro de 2022 | Rapid Viena           | 2 – 1     | Vitesse    | Allianz Stadion, Viena                      |
| 18:45                   | Druijf 1' · Grüll 16' | Relatório | Openda 74' | Público: 10 700 Árbitro: LTU Donatas Rumšas |

### Partidas de volta
| 24 de fevereiro de 2022 | Qarabağ | 0 – 3     | Olympique de Marseille                         | Estádio Tofiq Bahramov, Baku                    |
| 18:45                   |         | Relatório | Gueye 12' · Guendouzi 77' · De La Fuente 90+2' | Público: 27 783 Árbitro: POL Bartosz Frankowski |

| 24 de fevereiro de 2022 | Maccabi Tel Aviv | 1 – 1     | PSV Eindhoven | Estádio Bloomfield, Tel Aviv                |
| 18:45                   | Saborit 90+1'    | Relatório | Vertessen 85' | Público: 28 058 Árbitro: AUT Harald Lechner |

| 24 de fevereiro de 2022 | Slavia Praha               | 3 – 2     | Fenerbahçe                     | Estádio Sinobo, Praga                       |
| 21:00                   | Schranz 19' · Sor 27', 63' | Relatório | Hakan Yandaş 39' · Berisha 90' | Público: 10 120 Árbitro: ENG Chris Kavanagh |

| 24 de fevereiro de 2022 | PAOK                         | 2 – 1 (pro) | Midtjylland | Estádio Toumba, Salonica                    |
| 21:00                   | Živković 20' · Vieirinha 26' | Relatório   | Høegh 80'   | Público: 7 468 Árbitro: BEL Lawrence Visser |

|                                     |       | Penalidades               |  |
| Čolak Sidcley Schwab Mitriță Kurtić | 5 – 3 | Meyer Andersson Dyhr Lind |  |

| 24 de fevereiro de 2022 | Randers  | 1 – 3     | Leicester                     | Randers Stadium, Randers                 |
| 18:45                   | Odey 84' | Relatório | Barnes 2' · Maddison 70', 74' | Público: 8 948 Árbitro: BIH Irfan Peljto |

| 24 de fevereiro de 2022 | Bodø/Glimt                  | 2 – 0     | Celtic | Aspmyra Stadion, Bodø                     |
| 18:45                   | Solbakken 9' · Vetlesen 69' | Relatório |        | Público: 5 801 Árbitro: RUS Sergei Ivanov |

| 24 de fevereiro de 2022 | Partizan        | 2 – 1     | Sparta Praga | Estádio Partizan, Belgrado                  |
| 18:45                   | Ricardo 7', 24' | Relatório | Hložek 85'   | Público: 13 864 Árbitro: BUL Georgi Kabakov |

| 24 de fevereiro de 2022 | Vitesse             | 2 – 0     | Rapid Viena | GelreDome, Arnhem                         |
| 21:00                   | Grbić 3' · Bero 19' | Relatório |             | Público: 13 517 Árbitro: DEN Jakob Kehlet |

## Oitavas de final
O sorteio das oitavas de final ocorrereu no dia 25 de fevereiro de 2022, às 13:00 CET. As partidas de ida foram disputadas no dia 10 de março e as partidas de volta no dia 17 de março de 2022.
| Equipe 1               | Total | Equipe 2   | 1.º jogo | 2.º jogo  |
| ---------------------- | ----- | ---------- | -------- | --------- |
| Olympique de Marseille | 4–2   | Basel      | 2–1      | 2–1       |
| Leicester              | 3–2   | Rennes     | 2–0      | 1–2       |
| PAOK                   | 3–1   | Gent       | 1–0      | 2–1       |
| Vitesse                | 1–2   | Roma       | 0–1      | 1–1       |
| PSV Eindhoven          | 8–4   | København  | 4–4      | 4–0       |
| Slavia Praha           | 7–5   | LASK       | 4–1      | 3–4       |
| Bodø/Glimt             | 4–3   | AZ Alkmaar | 2–1      | 2–2 (pro) |
| Partizan               | 3–8   | Feyenoord  | 2–5      | 1–3       |

### Partidas de ida
| 10 de março 2022 | Olympique de Marseille | 2 – 1     | Basel        | Stade Vélodrome, Marselha |
| 21:00            | Milik 19' (pen), 68'   | Relatório | Esposito 80' | Árbitro: BIH Irfan Peljto |

| 10 de março 2022 | Leicester                        | 2 – 0     | Rennes | King Power Stadium, Leicester |
| 21:00            | Albrighton 30' · Iheanacho 90+3' | Relatório |        | Árbitro: ISR Orel Grinfeeld   |

| 10 de março 2022 | PAOK       | 1 – 0     | Gent | Estádio Toumba, Salonica        |
| 18:45            | Kurtić 58' | Relatório |      | Árbitro: POL Bartosz Frankowski |

| 10 de março 2022 | Vitesse | 0 – 1     | Roma                  | GelreDome, Arnhem             |
| 18:45            |         | Relatório | Sérgio Oliveira 45+1' | Árbitro: POL Paweł Raczkowski |

| 10 de março 2022 | PSV Eindhoven                          | 4 – 4     | København                                    | Philips Stadion, Eindhoven |
| 21:00            | Gakpo 21', 70' · Doan 50' · Zahavi 85' | Relatório | Jóhannesson 6' · Biel 23', 78' · Lerager 43' | Árbitro: ENG Craig Pawson  |

| 10 de março 2022 | Slavia Praha                            | 4 – 1     | LASK      | Estádio Sinobo, Praga         |
| 18:45            | Sor 3', 29' · Olayinka 83' · Traoré 85' | Relatório | Balić 67' | Árbitro: LVA Andris Treimanis |

| 10 de março 2022 | Bodø/Glimt                             | 2 – 1     | AZ Alkmaar    | Aspmyra Stadion, Bodø         |
| 21:00            | Pellegrino 39' · Solbakken 90+1' (pen) | Relatório | Aboukhlal 73' | Árbitro: MNE Nikola Dabanović |

| 10 de março 2022 | Partizan               | 2 – 5     | Feyenoord                                                          | Estádio Partizan, Belgrado    |
| 18:45            | Natkho 13' · Jović 46' | Relatório | Toornstra 20', 77' · Dessers 52' · Geertruida 64' · Sinisterra 71' | Árbitro: ITA Maurizio Mariani |

### Partidas de volta
| 17 de março 2022 | Basel     | 1 – 2     | Olympique de Marseille    | St. Jakob-Park, Basel   |
| 18:45            | Ndoye 62' | Relatório | Ünder 74' · Rongier 90+3' | Árbitro: POR Artur Dias |

| 17 de março 2022 | Rennes                   | 2 – 1     | Leicester  | Roazhon Park, Rennes            |
| 18:45            | Bourigeaud 8' · Tait 76' | Relatório | Fofana 51' | Árbitro: GRE Tasos Sidiropoulos |

| 17 de março 2022 | Gent         | 1 – 2     | PAOK                             | Ghelamco Arena, Gent        |
| 21:00            | Depoitre 40' | Relatório | Crespo 20' · Douglas Augusto 77' | Árbitro: GER Daniel Siebert |

| 17 de março 2022 | Roma       | 1 – 1     | Vitesse       | Estádio Olímpico, Roma     |
| 21:00            | Wittek 62' | Relatório | Abraham 90+1' | Árbitro: ROU Radu Petrescu |

| 17 de março 2022 | København | 0 – 4     | PSV Eindhoven                               | Estádio Parken, Copenhague  |
| 18:45            |           | Relatório | Zahavi 10', 79' · Götze 38' · Madueke 90+1' | Árbitro: SCO William Collum |

| 17 de março 2022 | LASK                                          | 4 – 3     | Slavia Praha                     | NV Arena, Sankt Pölten       |
| 21:00            | Wiesinger 36', 76' · Gruber 88' · Schmidt 89' | Relatório | Olayinka 24' · Bah 37' · Sor 62' | Árbitro: BEL Lawrence Visser |

| 17 de março 2022 | AZ Alkmaar        | 2 – 2 (pro) | Bodø/Glimt                       | AFAS Stadion, Alkmaar      |
| 18:45            | Pavlidis 18', 30' | Relatório   | Pellegrino 26' · Sampsted 105+1' | Árbitro: SVK Ivan Kružliak |

| 17 de março 2022 | Feyenoord                              | 3 – 1     | Partizan    | Estádio De Kuip, Roterdã    |
| 21:00            | Dessers 45' · Nelson 59' · Linssen 90' | Relatório | Ricardo 61' | Árbitro: ENG Anthony Taylor |

## Quartas de final
O sorteio das quartas de final ocorrerá no dia 18 de março de 2022, às 15:00 CET. As partidas de ida serão realizadas no dia 7 de abril e as partidas de volta no dia 14 de abril de 2022.
| Equipe 1               | Total | Equipe 2      | 1.º jogo | 2.º jogo |
| ---------------------- | ----- | ------------- | -------- | -------- |
| Bodø/Glimt             | 2–5   | Roma          | 2–1      | 0–4      |
| Feyenoord              | 6–4   | Slavia Praha  | 3–3      | 3–1      |
| Olympique de Marseille | 3–1   | PAOK          | 2–1      | 1–0      |
| Leicester              | 2–1   | PSV Eindhoven | 0–0      | 2–1      |

### Partidas de ida
| 7 de abril de 2022 | Bodø/Glimt                 | 2 – 1     | Roma           | Aspmyra Stadion, Bodø         |
| 21:00              | Saltnes 56' · Vetlesen 89' | Relatório | Pellegrini 43' | Árbitro: NED Serdar Gözübüyük |

| 7 de abril de 2022 | Feyenoord                               | 3 – 3     | Slavia Praha                          | Estádio De Kuip, Roterdã      |
| 18:45              | Sinisterra 10' · Senesi 74' · Kökçü 86' | Relatório | Olayinka 41' · Sor 67' · Traoré 90+5' | Árbitro: TUR Halil Umut Meler |

| 7 de abril de 2022 | Olympique de Marseille | 2 – 1     | PAOK            | Stade Vélodrome, Marselha     |
| 21:00              | Gerson 13' · Payet 45' | Relatório | El Kaddouri 48' | Árbitro: POL Szymon Marciniak |

| 7 de abril de 2022 | Leicester | 0 – 0     | PSV Eindhoven | King Power Stadium, Leicester |
| 21:00              |           | Relatório |               | Árbitro: SVK Ivan Kružliak    |

### Partidas de volta
| 14 de abril 2022 | Roma                               | 4 – 0     | Bodø/Glimt | Estádio Olímpico, Roma          |
| 21:00            | Abraham 5' · Zaniolo 23', 29', 49' | Relatório |            | Árbitro: ESP José María Sánchez |

| 14 de abril 2022 | Slavia Praha | 1 – 3     | Feyenoord                        | Estádio Sinobo, Praga      |
| 21:00            | Traoré 14'   | Relatório | Dessers 2', 59' · Sinisterra 78' | Árbitro: GER Deniz Aytekin |

| 14 de abril 2022 | PAOK | 0 – 1     | Olympique de Marseille | Estádio Toumba, Salonica    |
| 21:00            |      | Relatório | Payet 34'              | Árbitro: NED Danny Makkelie |

| 14 de abril 2022 | PSV Eindhoven | 1 – 2     | Leicester                          | Philips Stadion, Eindhoven  |
| 18:45            | Zahavi 27'    | Relatório | Maddison 77' · Ricardo Pereira 88' | Árbitro: FRA Benoît Bastien |

## Semifinais
O sorteio das semifinais foi realizado no dia 18 de março de 2022, junto com o sorteio das quartas de final. As partidas de ida serão realizadas no dia 28 de abril e as partidas de volta no dia 5 de maio de 2022.
| Equipe 1  | Total | Equipe 2               | 1.º jogo | 2.º jogo |
| --------- | ----- | ---------------------- | -------- | -------- |
| Leicester | 1−2   | Roma                   | 1–1      | 0−1      |
| Feyenoord | 3−2   | Olympique de Marseille | 3–2      | 0−0      |

### Partidas de ida
| 28 de abril de 2022 | Leicester          | 1 – 1     | Roma           | King Power Stadium, Leicester        |
| 21:00               | Mancini 67' (g.c.) | Relatório | Pellegrini 15' | Árbitro: ESP Carlos del Cerro Grande |

| 28 de abril de 2022 | Feyenoord                         | 3 – 2     | Olympique de Marseille | Estádio De Kuip, Roterdã    |
| 21:00               | Dessers 18', 46' · Sinisterra 20' | Relatório | Dieng 28' · Gerson 40' | Árbitro: ENG Michael Oliver |

### Partidas de volta
| 5 de maio 2022 | Roma        | 1 – 0     | Leicester | Estádio Olímpico, Roma        |
| 21:00          | Abraham 11' | Relatório |           | Árbitro: SRB Srdjan Jovanović |

| 5 de maio 2022 | Olympique de Marseille | 0 – 0     | Feyenoord | Stade Vélodrome, Marselha   |
| 21:00          |                        | Relatório |           | Árbitro: SUI Sandro Schärer |

## Final

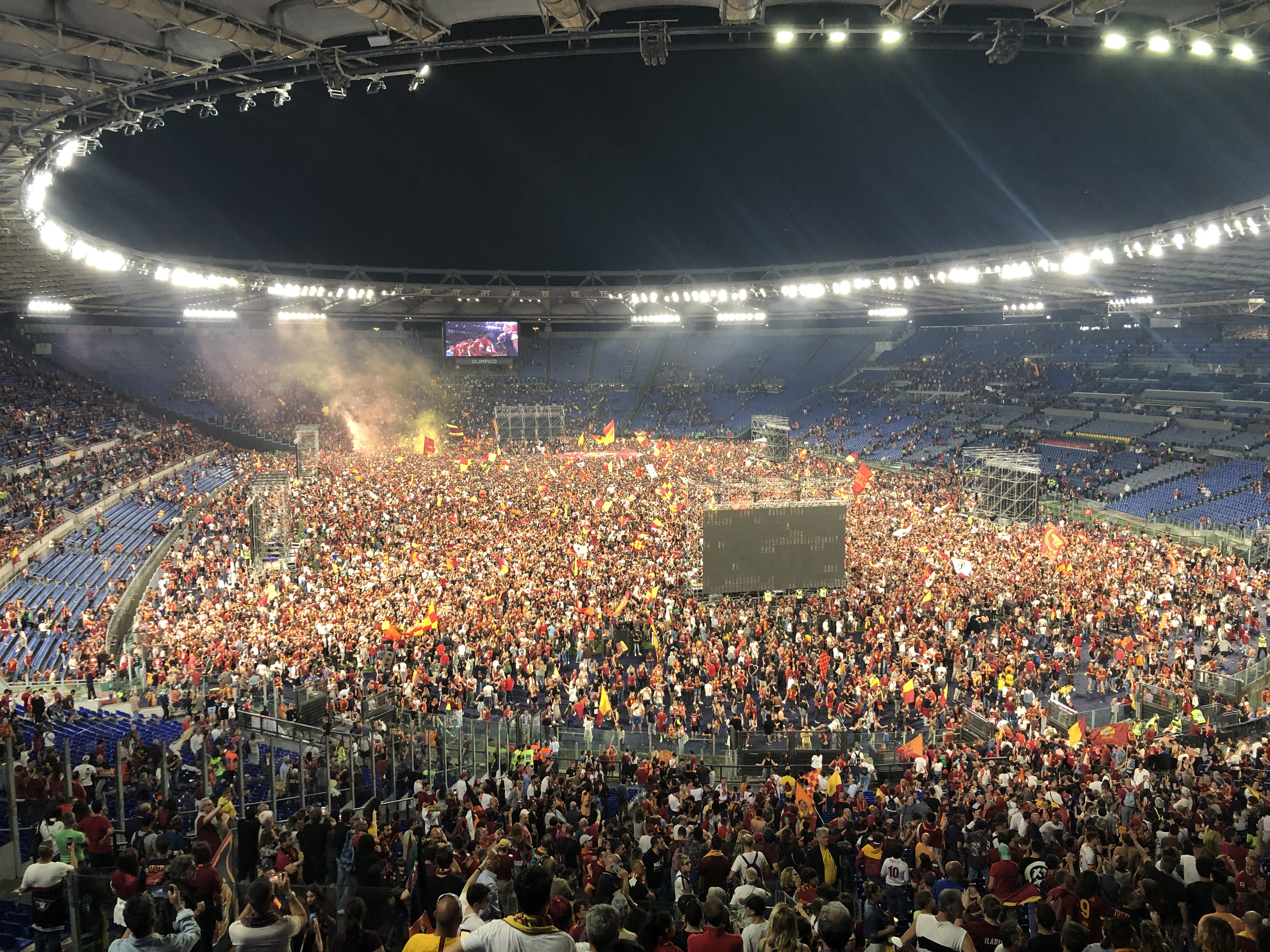
Comemoração após o título da Liga Conferência Europa.

A final será disputada no dia 25 de maio de 2022 na Arena Kombëtare, em Tirana, Albânia. O sorteio será realizado no dia 28 de março de 2022, junto com o sorteio das quartas de final e da semifinal, para determinar a "equipe mandante" por motivos administrativos.
| 25 de maio de 2022 | Roma        | 1 – 0     | Feyenoord | Arena Kombëtare, Tirana    |
| 21:00              | Zaniolo 32' | Relatório |           | Árbitro: ROU István Kovács |